# 大鼻龍屬
大鼻龍屬（學名：Captorhinus）又名狹鼻龍，是種史前爬行動物，屬於大鼻龍科，生存於二疊紀，化石發現於北美洲。大鼻龍的體型小，身長估計約40公分。
大鼻龍的屬名是由拉丁文的捕捉者（captio）與古希臘文的鼻子（rhino）所組成。愛德華·德林克·科普（Edward Drinker Cope）在命名這動物時，認為這動物會用彎曲的前上頜骨捕抓獵物。
一個未成年的標本，曾被建立為Bayloria屬，被歸類於盤龍目的始蜥科。

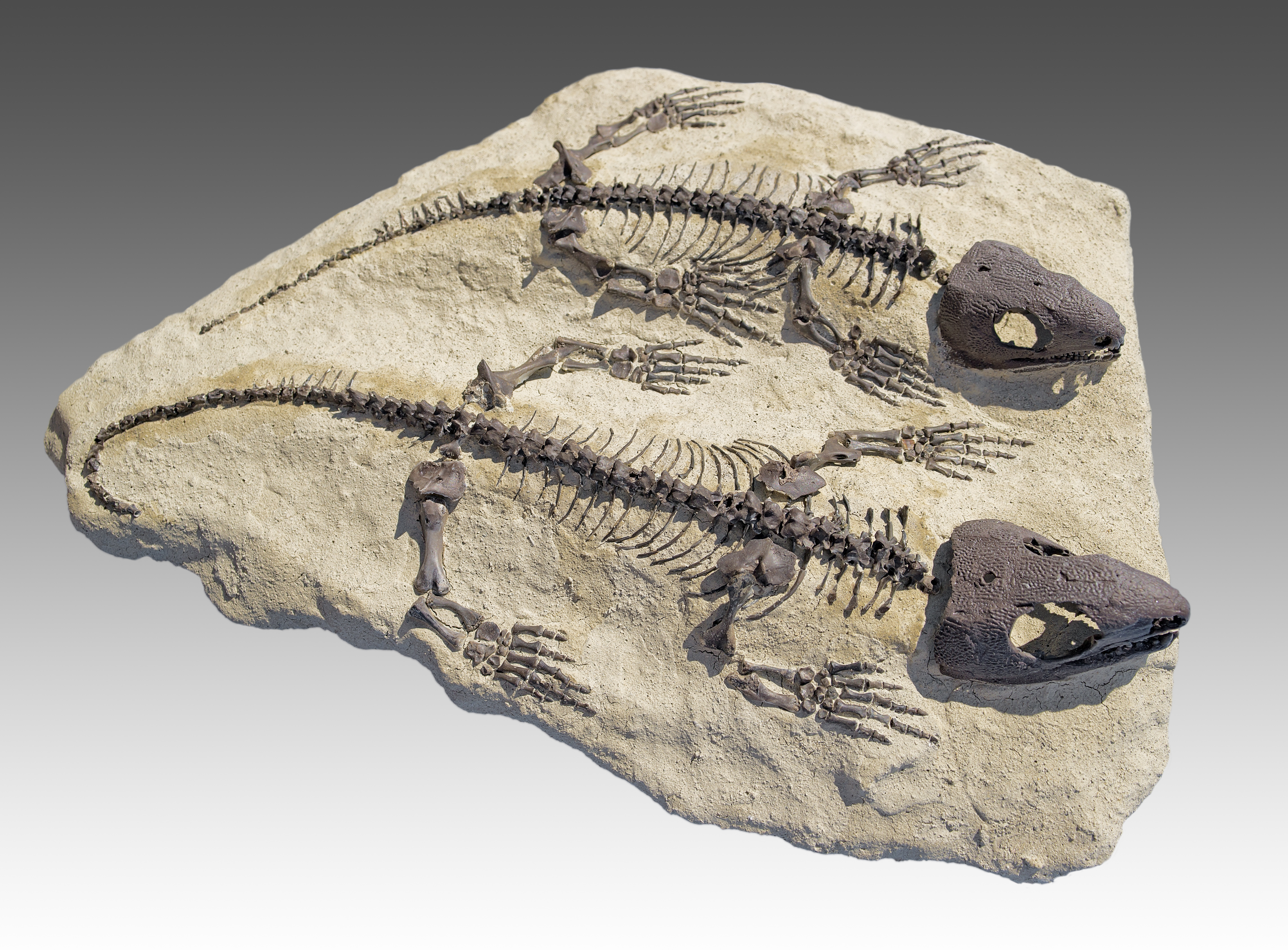
大鼻龍的化石，出土於美國奧克拉荷馬州的下二疊紀地層（2.80億到2.70億年前）
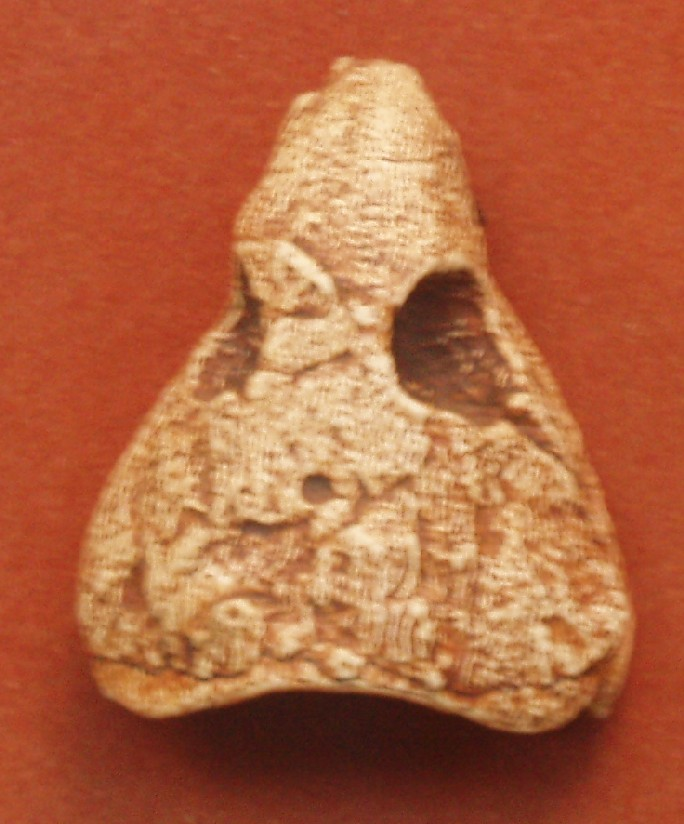
大鼻龍的頭骨